# (37816) 1998 BT2
1998 BT2 (asteroide 37816) é um asteroide da cintura principal. Possui uma excentricidade de 0.13787040 e uma inclinação de 5.00614º.
Este asteroide foi descoberto no dia 19 de janeiro de 1998 por Yoshisada Shimizu e Takeshi Urata em Nachi-Katsuura.